# Férfi 5000 méteres rövidpályásgyorskorcsolya-váltó az 1998. évi téli olimpiai játékokon
Az 1998. évi téli olimpiai játékokon a rövidpályás gyorskorcsolya férfi 5000 méteres váltó versenyszámának elődöntőit február 19-én, a döntőt február 21-én rendezték. Az aranyérmet a kanadai csapat nyerte meg. A versenyszámban nem vett részt magyar csapat.

## Rekordok
A versenyt megelőzően a következő rekordok voltak érvényben:
| Világrekord     | Dél-Korea (KOR)   | 7:00,042 | Nagano, Japán   | 1997. március 30. |
| Olimpiai rekord | Olaszország (ITA) | 7:11,74  | Hamar, Norvégia | 1994. február 26. |

A versenyen új olimpiai rekord született:
| Kanada (CAN) | 7:05,766 | Nagano, Japán | 1998. február 19. |
| Japán (JPN)  | 7:01,660 | Nagano, Japán | 1998. február 21. |

## Eredmények
A két futamból az első két helyezett jutott az A-döntőbe, a harmadik és negyedikek a B-döntőbe kerültek. A rövidítések jelentése a következő:
- QA: az A-döntőbe jutott
- QB: a B-döntőbe jutott
- OR: olimpiai rekord

### Elődöntők
| Helyezés | Csapat                 | Idő      | Mj       |
| 1. futam | 1. futam               | 1. futam | 1. futam |
| -------- | ---------------------- | -------- | -------- |
| 1.       | Kanada (CAN)           | 7:05,766 | QA, OR   |
| 2.       | Kína (CHN)             | 7:05,797 | QA       |
| 3.       | Nagy-Britannia (GBR)   | 7:11,955 | QB       |
| 4.       | Japán (JPN)            | 7:17,223 | QB       |
| 2. futam |                        |          |          |
| 1.       | Dél-Korea (KOR)        | 7:07,457 | QA       |
| 2.       | Olaszország (ITA)      | 7:07,770 | QA       |
| 3.       | Ausztrália (AUS)       | 7:11,691 | QB       |
| 4.       | Egyesült Államok (USA) | 7:16,724 | QB       |

### B-döntő
| Helyezés | Csapat                 | Idő      | Mj |
| -------- | ---------------------- | -------- | -- |
| 1.       | Japán (JPN)            | 7:01,660 | OR |
| 2.       | Egyesült Államok (USA) | 7:02,014 |    |
| 3.       | Nagy-Britannia (GBR)   | 7:06,462 |    |
| 4.       | Ausztrália (AUS)       | 7:15,907 |    |

### A-döntő
| Helyezés | Csapat            | Idő      | Mj |
| -------- | ----------------- | -------- | -- |
| Arany    | Kanada (CAN)      | 7:06,075 |    |
| Ezüst    | Dél-Korea (KOR)   | 7:06,776 |    |
| Bronz    | Kína (CHN)        | 7:11,559 |    |
| 4.       | Olaszország (ITA) | 7:15,212 |    |

### Végeredmény
| Helyezés | Csapat |
| -------- | --- |
| Arany    | Kanada (CAN) · Éric Bédard · Derrick Campbell · François Drolet · Marc Gagnon                                |
| Ezüst    | Dél-Korea (KOR) · Cshe Csihun · Kim Tongszong · I Csunhvan · I Houng                                         |
| Bronz    | Kína (CHN) · Li Jiajun · Feng Kai · Yuan Ye · An Yulong                                                      |
| 4.       | Olaszország (ITA) · Michele Antonioli · Maurizio Carnino · Fabio Carta · Diego Cattani · Nicola Franceschina |
| 5.       | Japán (JPN) · Terao Szatoru · Tamura Naoja · Kodera Takehiro · Sinohara Júgo                                 |
| 6.       | Egyesült Államok (USA) · Andy Gabel · Tommy O'Hare · Rusty Smith · Eric Flaim                                |
| 7.       | Nagy-Britannia (GBR) · Dave Allardice · Nicky Gooch · Matt Jasper · Matthew Rowe · Robert Mitchell           |
| 8.       | Ausztrália (AUS) · Steven Bradbury · Richard Goerlitz · Kieran Hansen · Richard Nizielski                    |